# Средец (район)
Вижте пояснителната страница за други значения на Средец.
„Средец“ е един от 24-те административни района на Столична община. Граничи с районите Триадица, Лозенец, Слатина, Изгрев, Възраждане и Оборище. Към 15 юни 2023 г. в района живеят 31 682 души по настоящ адрес и 128 388 души по постоянен адрес.
През него преминават основни градски пътни артерии. Площта му е около 300 ха.
Обхваща югоизточните части на Центъра, южните части на „Зона А“ и по-голямата част от квартал Яворов.
Граници на района: 
- на изток – бул. „Михай Еминеску“, бул. „Пейо Яворов“;
- на юг, югозопад – бул. „Драган Цанков“, бул. „Евлоги и Христо Георгиеви“;
- на запад – бул. „Фритьоф Нансен“, бул. „Патриарх Евтимий“, бул. „Витоша“, пл. „Света Неделя“, бул. „Княгиня Мария Луиза“;
- на север, североизток – пл. „Независимост“, пл. „Атанас Буров“, ул. „Княз Александър I“, ул. „Московска“, ул. „Париж“, ул. „Шипка“, ул. „Мизия“, ул. „Хан Омуртаг“

## Квартали
- Център на София (Карта)
- Яворов (Карта)

## Население

### Етнически състав
Преброяване на населението през 2011 г.
Численост и дял на етническите групи според преброяването на населението през 2011 г.:
|                     | Численост | Дял (в %) |
| Общо                | 32423     | 100.00    |
| Българи             | 29763     | 91.79     |
| Турци               | 146       | 0.45      |
| Цигани              | 126       | 0.38      |
| Други               | 352       | 1.08      |
| Не се самоопределят | 256       | 0.78      |
| Неотговорили        | 1780      | 5.48      |